# 垣花秀武
垣花 秀武（かきばな ひでたけ、1920年6月8日 - 2017年1月27日）は、日本の核物理学者、核化学者、文明評論家。
名古屋大学、東京工業大学名誉教授。瑞宝中綬章受章者。正四位。

## 来歴
東京出身。両親は沖縄県出身。東京帝国大学理学部卒。東京工業大学助教授、1958年教授。1977年国際原子力機関事務次長兼研究・同位体局長。
1970年代から80年代当時は、今日と違って国際原子力機関の幹部は圧倒的大多数が欧米出身で、垣花だけが唯一の欧米以外出身の科学者であり、副局長（次長から昇進）まで務め上げた。これは、後述するウラン濃縮も画期的効率化、海水からの核物質抽出考案・成功などの実績をあげてきたことが大きい。
1980年名古屋大学教授、同プラズマ研究所長。1984年定年退官、上智大学教授。
ウラン採取の開発や、そのウラン濃縮の画期的な効率化、そして、海水からの核物質の抽出法における世界初の考案者で、世界初の同抽出法の実践にも成功。今では原発・核ミサイル保有国のほぼ全ての国が、垣花が積み上げた海水からの核物質抽出法や、高効率化されたウラン濃縮方法等の恩恵と蓄積を引き継いでいる。
例えば日本が、「その気になれば半年か1年経たずして、核ミサイル本数で米国・ロシアについで、世界3位の核ミサイルを保有することができる。その時日本が持つ核ミサイルは、中国と同等の800本は製造可能、これを中距離型や大陸間弾道ミサイルのような地球上の大部分が射程圏内に入る巡航能力を持つ長距離型とミサイル弾数を用途別に管理する必要があるが、そのミサイル躯体の先に取り付ける核物質が量的不足であると無意味である。しかし、そうした軍需用途で貯蔵してる核物質の、全てでないにせよ相当の部分が、実は海水から抽出された核物質であり、こうした海水から入手した核物質の量は、有事の核武装に必要な核物質はもちろん、原発という一般的には国民の文明的生活水準を支えるためのエネルギー源という意味においても大変重要である。これらの《有事の際の核（武装）》や《原発の恩恵に浴する》という、人々の文明的で利便性の高い日常を過ごす」ところにまで、日本の核物理学や核化学のレベルを大きく飛躍させた、そう多くない科学者のうちのひとりである。
ノーベル物理学賞を受賞した湯川秀樹と親しい学友で、2人とも太平洋戦争当時も、核物理、核化学の関わるエリート科学者達によるプロジェクトチームのメンバーだった。
またカトリック信徒で、キリスト教思想を研究、森有正と交流し文明論についても発言する。また上記にある、海水からの核物質抽出法は世界的も多大な貢献をした、と認められていたことから、核物理学者や核科学者でありながら、日本海水学会会長にも就任した。

## 著書
- 人類の知的遺産 27.イグナティウス・デ・ロヨラ　講談社、1984.1
- 宗教と科学的真理 岩波書店、1997.9.叢書現代の宗教
- 奇会新井白石とシドティ 講談社、2000.1

## 共編著
- イオン交換樹脂 基本操作と応用　本田雅健、吉野諭吉共編.広川書店、1955
- アイソトープの知識 大滝仁志共著.コロナ社、1960
- 最新イオン交換 成田耕造共編.広川書店、1960
- 無機化学 吉野諭吉,福富博共著.広川書店、1965
- イオン交換入門 森芳弘共著.広川書店、1969.広川化学シリーズ
- 現代の省察　森有正共著.春秋社、1969
- 原子力と国際政治 核不拡散政策論 川上幸一共編.白桃書房、1986.4.神奈川大学経済貿易研究叢書

## 翻訳
- 放射能の工業的応用 第1 (基礎編)Broda, Shönfeld 野村昭之助共訳.コロナ社、1965
- 実験無機化学 反応と合成　アダムス, レイナー 野村昭之助、森脇隆夫共訳.広川書店、1966
- 構造無機化学入門　W.E.Addison 野村昭之助共訳.広川書店、1967.広川化学シリーズ

## 参考
- 日本人名大事典